# The Book of Love (Roman)
The Book of Love ist ein Roman aus dem Jahr 2024 von der amerikanischen Autorin Kelly Link. Der Fantasy-Roman spielt in einer kleinen Küstenstadt in Massachusetts im Dezember 2014 und folgt vier Teenagern, die von den Toten zurückkehren und magische Herausforderungen bewältigen müssen, um unter den Lebenden zu bleiben. Nach der Veröffentlichung mehrere Bücher mit Kurzgeschichten war The Book of Love Links erster Roman.
Der Roman wurde in die New York Times-Liste der besten Science-Fiction- und Fantasy-Romane von 2024 aufgenommen.

## Handlung
Drei Teenager – Laura, Daniel und Mohammed (Mo) – verschwinden aus ihrer Massachusetts-Küstenstadt Lovesend und werden für tot gehalten. Ein Jahr später tauchen sie auf magische Weise im Klassenzimmer ihres Musiklehrers Mr. Anabin wieder auf. Anabin offenbart, dass sie das vergangene Jahr im Reich des geheimnisvollen Bogomil verbracht haben, zwischen Leben und Tod. Um vollständig ins Leben zurückzukehren, müssen sie und eine weitere Person, Bowie, die mit ihnen entkommen ist, an einem magischen Wettbewerb teilnehmen, bei dem nur zwei der vier unter den Lebenden bleiben können – die anderen beiden müssen in Bogomils Reich zurückkehren.
Als die Teenager nach Hause kommen, entdecken sie, dass ihren Familien durch magische Gehirnwäsche suggeriert wurde, sie seien nicht tot gewesen, sondern hätten das Jahr über Musik in Irland studiert. Die Teenager besitzen nun wundersame Fähigkeiten: Sie können das Wetter ändern und sich in Tiere verwandeln.
Die Geschichte begleitete die Protagonisten bei der Suche nach der Wahrheit über ihren Tod und beim Meistern ihrer magischen Kräfte. Sie stehen im Konflikt mit der bösartigen Göttin Malo Mogge, die auf der Suche nach einem verlorenen kostbaren Gegenstands, der abwechselnd als Becher und als Ring erscheint, in Lovesend eintrifft und für kosmisches Chaos sorgt. Anabin und Bogomil spielen ein Spiel gegeneinander und gleichzeitig gegen ihre ehemalige Herrin Malo Mogge.
Während die Teenager magische Aufgaben erfüllen, erforscht der Roman ihre persönlichen Konflikte: Laura träumt von musikalischem Ruhm und streitet sich mit ihrer Schwester Susannah; Daniel dient als fürsorglicher ältester Bruder seiner gemischtrassigen Geschwister, während er pathologisch ehrgeizlos ist; und Mo, ein schwuler Waise und einer der wenigen schwarzen Bewohner von Lovesend, trauert um seine geliebte Großmutter, eine Liebesromanautorin, die starb, während er im Reich des Todes war.
Die Teenager erfahren schließlich, dass die Welt jenseits der unseren eine Reihe von Türen enthält, die jeweils von zwei Wächtern bewacht werden und spezielle Schlüssel benötigen. Sie rebellieren schließlich gegen die von Anabin und Bogomil auferlegten Beschränkungen und arbeiten daran, Malo Mogge zu stürzen, deren Schlüssel vor Jahrhunderten bei einem okkulten Ritual verloren ging und die nun droht, Lovesend bei ihrer Suche nach diesem Artefakt zu zerstören.

## Figuren
Mohammed (Mo): Ein schwuler Teenager, der Opern schreibt, einer der wenigen schwarzen Bewohner von Lovesend. Er trauert tief um seine Großmutter, eine Liebesromanautorin, die starb, während er tot war.
Daniel: Der älteste Bruder in einer großen Familie, musikalisch talentiert, aber unambitioniert.
Laura: Eine aufstrebende Singer-Songwriterin, die von Ruhm träumt. Sie hat eine komplizierte Beziehung zu ihrer rebellischen Schwester Susannah.
Bowie: Ein gestaltwandelnder ehemaliger Diener von Malo Mogge, der mit den Teenagern aus Bogomils Reich zurückkehrt.
Malo Mogge: Eine tyrannische Mondgöttin, die ihren verlorenen magischen Schlüssel sucht.
Thomas: Malo Mogges Diener, der unerledigte Geschäfte mit Bowie hat.
Anabin: Der Musiklehrer der Teenager, der sich als einer von Malo Mogges Dienern entpuppt.
Bogomil: Wächter der Zwischenwelt, ebenfalls ein Diener von Malo Mogge.

## Themen
Der Roman erkundet mehrere miteinander verbundene Themen, wobei Beziehungen als emotionales Fundament der Erzählung dienen, und kehrt konsistent zur Untersuchung der Komplexitäten und Herausforderungen zurück, die verschiedenen Formen der Liebe innewohnen, einschließlich romantischer Beziehungen, Geschwisterdynamik, generationenübergreifender Bindungen, Freundschaften, Mentorschaft und kreativer Partnerschaften.
Die Erzählung greift auf Konventionen der Heldenreise zurück, insbesondere in der Behandlung der Rückkehr der Protagonisten vom Tod als heroische Schwellenüberschreitung.  In diesem Zusammenhang behandelt der Roman auch Themen wie Trauer, menschliche Widerstandsfähigkeit, Anpassungsfähigkeit und grundlegende Fragen über die Natur der Existenz.

### Geschichtenerzählen und Schreiben
Der Roman funktioniert als Meta-Narrativ, das das Handwerk und die Bedeutung des Geschichtenerzählens selbst untersucht. Durch Mos Großmutter Maryanne, eine erfolgreiche Autorin von Liebesromanen, die über vier Jahrzehnte 73 Bücher produzierte, erforscht Link, wie das Schreiben sowohl als wirtschaftliche Stütze als auch als Mittel der Fürsorge dient. Maryannes Biografie wird zu einem Instrument für die Untersuchung der komplexen Position schwarzer Autorinnen in der Verlagsbranche, insbesondere jener, die kommerziellen Erfolg beim Schreiben über weiße Protagonisten erzielen. Die Erzählstruktur beinhaltet mehrere Ebenen des Geschichtenerzählens und verwebt erinnerungsgesteuerte Passagen und psychologische Erkundungen, die das Innenleben ihrer Charaktere offenbaren.

### Magie als Gesellschaftskommentar
Links Darstellung von Magie dient als Kommentar zu Machtstrukturen. In Interviews vergleicht Link die Funktionsweise von Magie in dieser Erzählung mit Reichtum und Autorität – ungleich unter Individuen verteilt, wobei manche mehr Zugang erhalten als andere. Links Konzept von Magie schafft ein sich selbst perpetuierendes System, in dem diejenigen, denen magische Fähigkeiten gewährt werden, zusätzliche Macht erzeugen können, weist aber darauf hin, dass solcher Zugang zur Magie Individuen ebenso wie unbegrenzter Reichtum und Macht in grundlegender Weise verändern kann. Link behält bewusst Mehrdeutigkeit in ihren fantastischen Elementen bei und verwehrt sich gegen allzu explizite Parallelen zur realen Welt, während sie anerkennt, dass Leser unvermeidlich ihre eigenen Verbindungen zwischen magischen Konzepten und realen Entsprechungen herstellen werden.

## Genre
Laut Gabino überwindet The Book of Love konventionelle Grenzen zwischen spekulativer und literarischer Fiktion. Wolfe erkennt im Roman Elemente aus Geistergeschichten, Liebesromanen, Coming-of-Age-Geschichten, Horror und epischer Fantasy. Grady klassifiziert das Werk ähnlich vielseitig als Liebesgeschichte, Geistergeschichte, Coming-of-Age-Erzählung und Porträt des Kleinstadtlebens. Obwohl der Roman auf erwachsene Leser abzielt, findet Gabino auch zahlreiche Elemente, die ihm den Eindruck eines Young-Adult-Fantasy-Romans vermitteln.

## Erzählstruktur
Die Kapitel des Romans sind wie Bücher einer heiligen Schrift betitelt ("Das Buch Daniel", "Das Buch Laura" und "Das Buch Mo") und verleihen der Erzählung eine epische Anmutung. Die Erzählung kehrt häufig zu sich selbst zurück, mit Kapiteln, die dieselben Ereignisse aus verschiedenen Charakterperspektiven darstellen.
Das Erzähltempo folgt einer zweiteiligen Struktur, die Wolfe in ihrer ersten Hälfte als gemächlich beschreibt, wobei Charakterentwicklung und Darstellung des Settings im Vordergrund steht, bevor im zweiten Teil eine dramatische Beschleunigung der Handlung eintritt. Während die Geschichte etwa zwanzig verschiedene Blickwinkel von verschiedenen Lovesend-Bewohnern einbezieht, werden die zentralen Ereignisse aus der Sicht von vier primäre Protagonisten geschildert. Link setzte diesen multiperspektivischen Ansatz bewusst ein, um einen choralen Effekt erreichen, der diverse Stimmen und Rhythmen einbezieht, die an musikalische Komposition erinnern, was erheblich zur beträchtlichen Länge des Romans beiträgt.

## Schreibstil
Links erzählerischer Ansatz beinhaltet drei verschiedene Modi der Erzählungslogik: Tages-, Nacht- und Traumlogik. Dieses konzeptuelle Framework entstand in Workshops mit Howard Waldrop und Karen Joy Fowler als Methode zur Diskussion von Geschichten, in denen fantastische Elemente durch bewusst mehrdeutige Mechanismen operieren.
Brockmeier beschreibt Tageslogik als rational, Ursache-und-Wirkung-Verständnis produzierend, während Nachtlogik geheimnisvolleres, emotional getriebenes Verständnis erzeugt, und Traumlogik emotionale Resonanz ohne klare Bedeutung schafft. Morgan zufolge liefert Tageslogik eindeutige und allgemein nachvollziehbare Erklärungen für alltägliche Ereignisse ebenso wie für übernatürlicher Vorkommnisse, während Nachtlogik mehr wie Karneval- oder Lynch-eske Logik operiert – trotz aller Mehrdeutigkeit wird ein zugrundeliegendes Organisationsprinzip beibehalten, das Kohärenz schafft, obwohl es unerklärt und potenziell verstörend bleibt.
In ihrem Interview mit Brockmeier erklärt Link, dass alle Schriftsteller davon profitieren zu bedenken, wie außergewöhnliche Umstände oder traumatische Erfahrungen menschliche Wahrnehmung und Verständnis der Realität grundlegend verändern. Sie merkt an, dass selbst Erzählungen, die stark zur Nachtlogik neigen, strukturelle Elemente der Tageslogik benötigen, um Leser durch die Geschichte zu führen, und dass übermäßige Fremdartigkeit moduliert werden muss, wenn sie spezifischen erzählerischen Zwecken nicht dient.

## Setting
The Book of Love spielt im Dezember 2014. Der Zeitgeist der Ära wird effektiv durch die Beschäftigung der Figuren mit zeitgenössischer Popkultur eingefangen – sie singen beim Karaoke aktuelle Hit-Songs, zitieren beliebte Fernseh- und Literatur-Franchises und verbringen ihre Freizeit in Cafés mit dem Schreiben von Fan-Fiction für populären Animationsserien. Laut Shaw dient diese akribische Aufmerksamkeit für periodenspezifische Details dazu, die fantastischen Elemente der Geschichte zu erden, während sie den Leben der Teenager-Figuren authentische Textur verleiht und ein Gegengewicht zu den grandiosen übernatürlichen Themen des Romans schafft.

## Entwicklungsgeschichte
Die Entstehung des Romans geht auf Links Vertrag mit Random House zurück, in dem sie sich verpflichtete, neben ihrer Kurzgeschichtensammlung Get in Trouble auch einen Roman zu schreiben. Link nutze die vertragliche Verpflichtung als Motivation, ein längeres Werk zu vollenden.  Beeinflusst wurde diese Unterscheidung auch durch Autorin Holly Blacks Warnung, dass Link schließlich versehentlich einen Roman schreiben würde, wenn sie es nicht bewusst anginge.
Der Schreibprozess erstreckte sich über acht Jahre, während derer sich das Projekt von einer ursprünglich konzipierten Trilogie – einschließlich einer geplanten Regency-Romance-Pastiche – zu einem einzigen umfassenden Werk entwickelte. Obwohl die Trilogie-Struktur aufgegeben wurde, behielt der Roman seine Funktion als Hommage an Liebesromane, eine Genre, das Link gInterviews zufolge gerne liest, auch wenn sie nicht selbst pofessionell darin arbeitet.
Links Entscheidung für einen maximalistischen Ansatz, besonders in der ersten Hälfte des Romans, entsprang thematischen Überlegungen über Sterblichkeit und Vitalität. Gerade weil die Geschichte von Personen handelt, die vom Tod zurückkehren, wollte Link die granularen Details des Lebens betonen – sowohl irritierende als auch erfreuliche Momente – da es gerade diese alltäglichen Erfahrunge sind, die die menschliche Existenz ausmachen und die Entscheidungen der Figuren über ihren Wunsch, um ihr Leben zu kämpfen, motivieren.
Biorafische Elemente informierten die Entwicklung der Figuren, insbesondere die Geschwisterbeziehung zwischen Susannah und Laura, bei der Link aus eigenen Erfahrungen mit ihrer Schwester schöpft. Charakterisiert durch ständigen Konflikt und gegenseitiges Unverständnis in der Jugendzeit, entwickelten sich das Verhältnis zwischen den Schwestern schließlich zu einer reifen und stabilen Beziehung im Erwachsenenalter.

## Rezeption
The Book of Love wurde in mehrere prestigereiche Jahresendlisten aufgenommen, einschließlich Time Magazines "100 Must-Reads of 2024" und The New York Times' "100 Notable Books of 2024."
Kritiker loben durchgehend Links Figurenzeichnenung, die Shaw als die primäre Stärke des Romans sieht. Wolfe hebt vor allem Links scharfsinningen Humor hervor und beschreibt ihre Prosa als gleichermaßen amüsant und tiefgründig.
Auch Pritchett schätzt vor allem die Lebendigkeit von Links Figuren und sieht die vielfältigenzwischenmenschliche Beziehungen – ob familiär, romantisch oder sexuell – als wesentlichle Treibkraft für swohl Handlung als auch Figurenzeichnung. Dieser Fokus wird aber auch kritisch gesehen – so merkt etwa Grady an, dass Link mehr daran interessiert scheint, Atmosphäre zu schaffen und Figuren zu entwickeln als Handlungsstränge aufzulösen.
Rezensenten würdigen besonders das Kapitel über Mos Großmutter Maryanne. Charles und Grady sehen darin eine meisterhafte Demonstration von Links Beherrschung der kürzeren Form. Morgan lobt das immersive Kleinstadt-Setting, das sich durch eine Mischung aus lokaler Geschichte mit kosmischer Mythologie und subtil integrierten magische Elementen auszeichnet und den Roman zur Wohlfühl-Lektüre macht.

### Strukturelle Kritik
Mehrere Kritiker identifizieren signifikante Tempo- und Längenprobleme im Roman. Charles beobachtet, dass beim Versuch, die Situation zu erhellen, narrative Energie durch repetitive Gespräche zwischen den Protagonisten verpufft, was anfangs für viel Verwirrung sorgt, weil entscheidende Enthüllungen sehr spät kommen, ein Kritikpunkt, den auch Grady anführt. Pulley führte Tempo-Probleme auf das scheinbare Desinteresse der Figuren zurück, die Ursache ihres Todes aufzuklären.
Dennoch erkennt Charles an, dass trotz dieser Pobleme auf den letzten hundert Seiten die Spannung wieder stark ansteigt und das Engegagment des Lesers zurückgewonnen wird. Auch Grady sieht die Problematik des Erzähltempos diferenziert: An manchen Stellen des Romans wirkt ein verzögertes Erzähltempo effektiv, um die detaillreich geschilderten Umgebung und Beziehuhungen zwischen den Figuren zu erforschen, an anderen Stelle fühlt es durch willkürlich zurückgehaltene Informationen unnötig träge an.

### Tonale Dissonanz
Pulley stellt fest, dass im Gegensatz zu den meisten Fantasy-Romanen, die Magie als außergewöhnlich präsentieren, Links magische Elemente bewusst alltäglich bleiben.
Der Roman wurde häufig mit Fernseh-Serien verglichen: besonders Parallelen zu "Buffy – Im Bann der Dämonen" und zeitgenössischen Teen-Fantasy-Serien wie "Locke & Key" werden hergestellt. Brady merkte spezifisch den Whedonesken Dialogstil an, charakterisiert durch witzige, selbstbewusste Wortgefechte, die Buffy-Fans vertraut sind.
Kritiker identifizieren komplexe tonale Dynamiken innerhalb der Erzählung. Brady sieht den besonderen Reiz des Romans im Kontrast zwischen den grandiosen Proklamationen übernatürlicher Charaktere und der ironischen Distanziertheit von Teenager-Protagonisten, die kosmische Bedrohungen mit gewöhnlichen Jugendsorgen wie internen Querelen zwischen Bandmitgliedern und romantischen Beziehungen ausbalancieren müssen. Diese tonale Mischung erhielt jedoch gemischte Reaktionen: Brady befindet, dass die Lovecraftschen Horror-Elemente, die in einem augenzwinkernden Stil präsentiert werden, manchmal effektive Spannung erzeugen, mitunter aber auch potentiell tiefgreifende Momente unterminieren und die allzu saloppe Art, mit der die Teenager ihren übernatürlichen Peinigern begegnen, mitunter die dramatische Wirkung dämpft.
Charles findet die übernatürliche Handlung übermäßig komplex und etwas absurd, wenn sie mit der authentischen Trauer kontrastiert wird, die die auferstandenen Schüler erleben. Brady beschreibt das Werk als umfangreich und teilweise majestätisch, mit einer detailreichen Welt und überzeugenden Figuren – allerdings erschwert die stellenweise unnötige verkomplizierte Handlung gelegentlich die Lektüre und fordert die Geduld der Leser.